# Michael Powell
Michael Latham Powell, född 30 september 1905 i Bekesbourne nära Canterbury i Kent, död 19 februari 1990 i Avening i Gloucestershire, var en brittisk filmregissör. Powell är främst känd för filmerna han gjorde tillsammans med Emeric Pressburger under 1940-talet, och för skräckfilmen Peeping Tom – en smygtittare som anses vara en föregångare till slashergenren.

## Filmografi i urval
- I havets famn (The Edge of the World, 1937)
- U-båt spionen (The Spy in Black, 1938)
- The Lion Has Wings (1939)
- Tjuven i Bagdad (The Thief of Bagdad, 1940)
- Storstad i mörker (Contraband, 1940)
- 49:de breddgraden (49th Parallel, 1941)
- Ett av våra bombplan saknas ("......one of our aircraft is missing", 1942)
- Det började i Berlin (The Life and Death of Colonel Blimp, 1943)
- A Canterbury Tale (1944)
- Det hände i Skottland ("I Know Where I'm Going!", 1945)
- Störst är kärleken (A Matter of Life and Death, 1946)
- Svart narcissus (Black Narcissus, 1947)
- De röda skorna (The Red Shoes, 1948)
- Det hemliga rummet (The Small Back Room, 1949)
- Den gäckande nejlikan (The Elusive Pimpernel, 1950)
- Villebråd (Gone to Earth, 1950)
- Hoffmanns äventyr (The Tales of Hoffmann, 1951)
- Rosalinda (Oh, Rosalinda!, 1955)
- Jagad över haven (The Battle of the River Plate, 1956)
- Generalen kidnappad (Ill Met by Moonlight, 1956)
- Luna de miel (1959)
- Peeping Tom – en smygtittare (Peeping Tom, 1960)
- The Queen's Guards (1961)
- They're a Weird Mob (1966)
- Age of Consent (1970)